# Help Conquer Cancer
Help Conquer Cancer ist ein Projekt des World Community Grid für verteiltes Rechnen. Ziel des Projektes ist die Röntgenkristallographie von Proteinen zu verbessern, was zur Folge haben wird, dass bisher unbekannte Teile des menschlichen Proteoms beschrieben werden können und insbesondere auch das Verständnis zur Entstehung und dem Verlauf von Krebserkrankungen verbessert wird.
Derzeit haben Wissenschaftler des Hauptman-Woodward Medical Research Institute in Buffalo mehr als 86 Millionen Kristallographie Experimente für mehr als 9.400 Proteine durchgeführt. Als Ergebnis haben sie 86 Millionen Abbildungen dieser Proteine, die durch die Röntgen-Kristallographie erstellt wurden. Jedes dieser Bilder muss auf bestimmte Eigenschaften überprüft werden. Eine komplette Analyse des Abbildungsmaterials würde mit einem einzelnen PC fast 100.000 Jahre in Anspruch nehmen. Es sollen Proteine gefunden werden, die in Beziehung mit Krebserkrankungen stehen und so zur Früherkennung von Krebs dienen können. Die Untersuchung von Proteinen, die mit Krebs in Verbindung gebracht werden, können auch neuartige pharmazeutische Eingriffe ermöglichen.
Zur Teilnahme muss nach einer Registrierung auf der Website von World Community Grid ein kleines Programm (der sogenannte „Grid-Client“) installiert werden, das für Windows, Linux und Mac im Rahmen der BOINC-Software erhältlich ist. Dieses Programm bezieht dann von der Webseite ein Aufgabenpaket. 
Die Ergebnisse der Berechnungen werden gemeinfrei der Forschung zur Verfügung gestellt werden.